# Viktoras Pranckietis
Viktoras Pranckietis (ur. 26 lipca 1958 w Ruteliai w rejonie kielmskim) – litewski polityk, agronom, rolnik i nauczyciel akademicki, profesor, w latach 2016–2020 przewodniczący Sejmu Republiki Litewskiej.

## Życiorys

### Wykształcenie i działalność zawodowa
W 1973 ukończył szkołę średnią w Cytowianach. W latach 1973–1977 kontynuował naukę w rolniczej szkole zawodowej. Pracował w państwowym gospodarstwie ogrodniczym. W 1982 ukończył studia z zakresu agronomii w Litewskiej Akademii Rolniczej w Kownie. Doktoryzował się w 1998 z zakresu biomedycyny. Zawodowo związany z macierzystą uczelnią, w 2011 przekształconą w Uniwersytet Aleksandrasa Stulginskisa. W 1998 został docentem, a w 2016 objął stanowisko profesora. Od 2008 pełnił funkcję dziekana wydziału agronomii, którą sprawował do 2016. Był także członkiem rady oraz senatu uczelni. Poza działalnością naukową zajął się w 1999 także prowadzeniem własnego gospodarstwa rolnego. Był także członkiem zarządu litewskiego związku agronomów.

### Działalność polityczna
Od 2014 wchodził w skład władz Litewskiego Związku Zielonych i Rolników (LVŽS), był wiceprzewodniczącym tego ugrupowania. W 2015 został radnym rejonu kowieńskiego. W wyborach w 2016 uzyskał mandat posła na Sejm Republiki Litewskiej w jednomandatowym okręgu wyborczym Raudondvaris. 14 listopada 2016 został wybrany na przewodniczącego Sejmu nowej kadencji.
W trakcie kadencji wielokrotnie dystansował się wobec kierownictwa partii, m.in. publicznie wyrażając dezaprobatę wobec niewłaściwych w jego ocenie działań niektórych parlamentarzystów. Zgodnie z podpisanym w lipcu 2019 porozumieniem koalicyjnym stanowisko przewodniczącego Sejmu miało przypaść politykowi Litewskiej Socjaldemokratycznej Partii Pracy. Viktoras Pranckietis oświadczył jednak, że nie poda się do dymisji. Lider LVŽS Ramūnas Karbauskis zapowiedział jego usunięcie z partii, przewodniczący Sejmu sam jednak wcześniej opuścił jej szeregi. Litewski parlament nie przegłosował jego odwołania.
W 2020 związał się z Ruchem Liberalnym Republiki Litewskiej. W wyborach do Sejmu w 2020 z powodzeniem ubiegał się o poselską reelekcję. 13 listopada tegoż roku zakończył pełnienie funkcji przewodniczącego Sejmu. W 2024 utrzymał mandat deputowanego na kolejną kadencję.

## Odznaczenia
- Krzyż Wielki Orderu Zasługi Rzeczypospolitej Polskiej (Polska, 2019)[10].
- Kawaler Krzyża Wielkiego Orderu Zasługi Republiki Włoskiej (Włochy, 2019)[11]